# Cassey Compton
Cassey Compton – przysiółek w Anglii, w Gloucestershire. Leży 21,2 km od miasta Gloucester, 59,5 km od miasta Bristol i 133 km od Londynu. Cassey Compton jest wspomniane w Domesday Book (1086) jako Contone.